# Rosa californica
Rosa californica és una espècie d'arbust de la família de les Rosàcies. És originària de Califòrnia i Oregon i nord de Baixa Califòrnia, Mèxic. Es troba en regions àrides com el Chaparral i els turons de Sierra Nevada, on pot sobreviure a la sequera, tot i que creix en abundància a sòls humits prop de les fonts d'aigua.

## Descripció

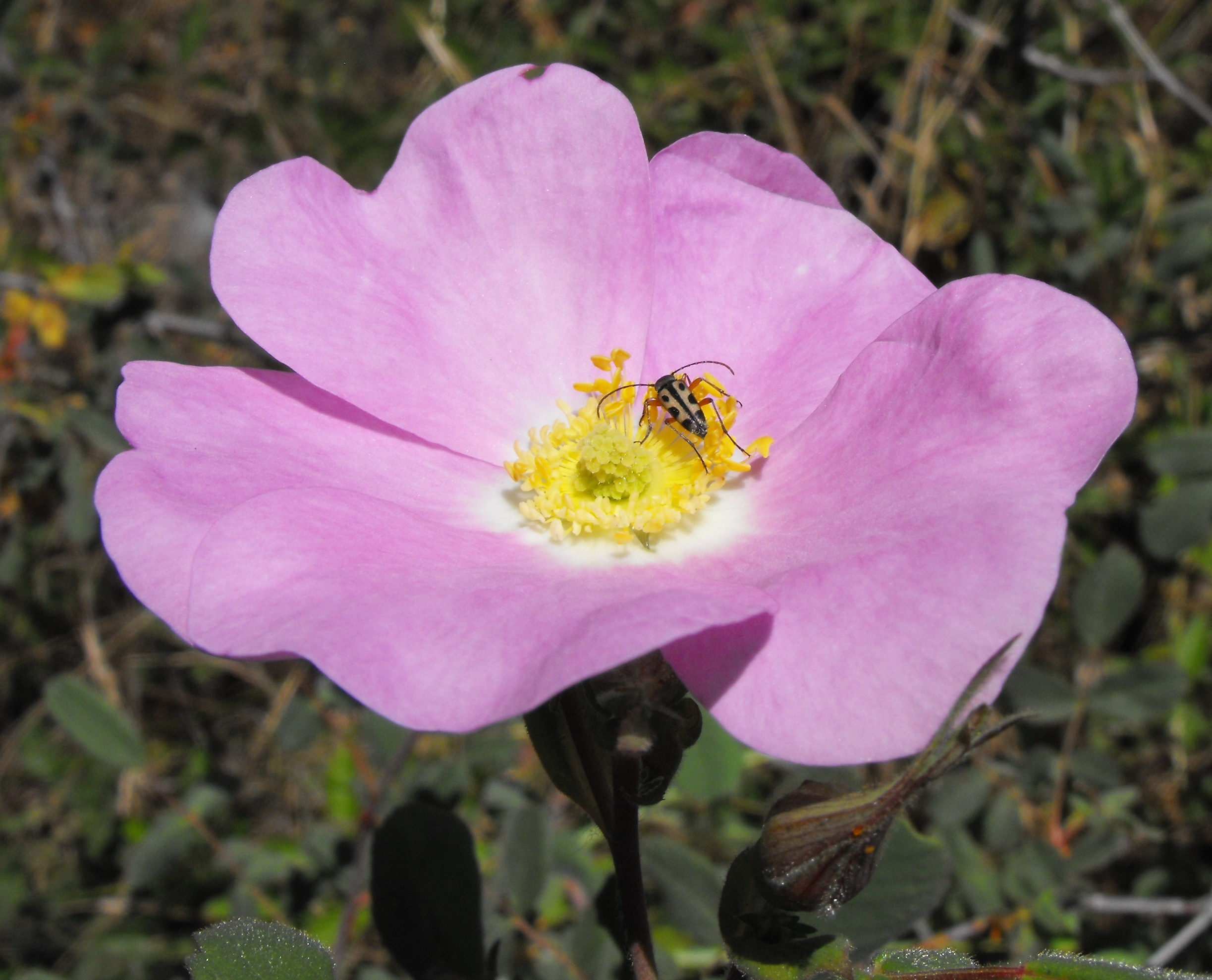
Detall de la flor

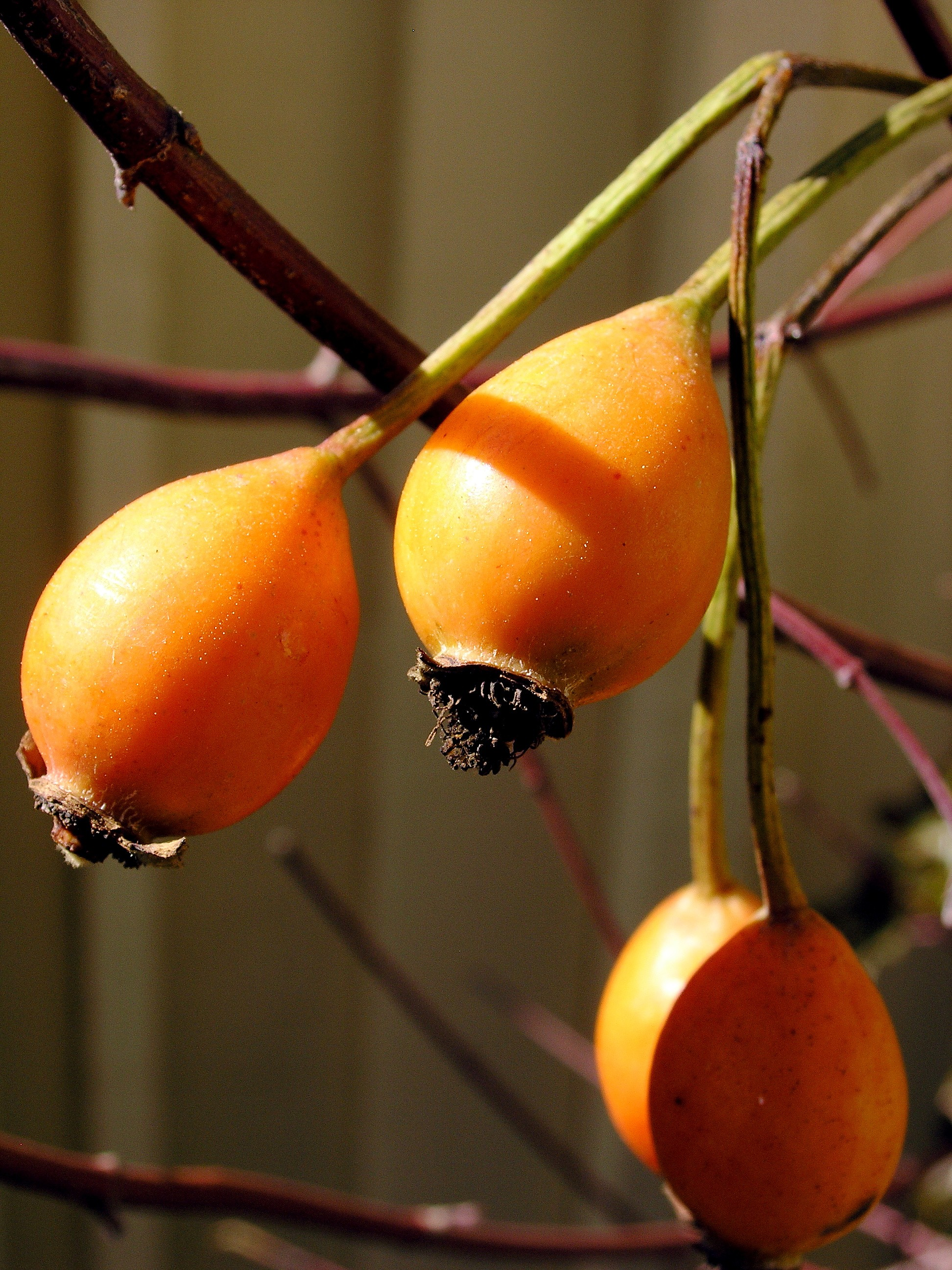
Gavarró

Rosa californica és un arbust que forma matollars amb tiges espinoses i corbes. Les fragants flors poden créixer solitàries o en inflorescències de diverses flors. Cada rosa està oberta de cara i plana en general, amb cinc pètals en qualsevol to de color rosa des de gairebé blanc a magenta profund. Produeix gavarrons que contenen llavors de color groc.

## Cultiu
Rosa californica s'usa a Califòrnia a jardins nadius i jardins del seu hàbitat, formant colònies, i és l'atracció de la fauna silvestre amb les brillants flors roses a la tardor.

## Usos
Els gavarrons es van utilitzar durant la Segona Guerra Mundial pel seu alt contingut en vitamines, majoritàriament vitamina C. S'assequen per al te, o per al seu ús en gelatines i salses. Els Cahuilla menjaven els rovells de la rosa crus o xops d'aigua. També se'n va fer un te a partir de les arrels, i s'utilitza per als refredats. Pel fet que els gavarrons romanen a la planta durant tot l'hivern, proporcionen aliment per a la fauna durant l'època en què el farratge és escàs.